# NPa Guarujá (P-49)
O NPa Guarujá (P-49) é uma embarcação da Marinha do Brasil, da Classe Grajaú, que exerce a função de navio-patrulha.

## Missão
Tem como missão a Inspeção Naval, a Patrulha Naval, a Salvaguarda da Vida Humana no Mar, e a Fiscalização das Águas Territoriais Brasileiras na área de responsabilidade do 4º Distrito Naval, e integra o Grupamento Naval do Norte (GrupNNorte). Seu porto é a Base Naval de Val-de-Cães em Belém do Pará.
Foi encomendado em 1995 como parte do 5º lote de duas unidades da classe junto ao estaleiro Indústria Naval do Ceará (INACE) , sediado em Fortaleza, com projeto do estaleiro Vosper-QAF de Singapura.
Teve a sua quilha batida em 22 de abril de 1996, foi lançado ao mar em 24 de abril de 1998 e incorporado à Armada em 30 de novembro de 1999.
O casco do P-49 assim como o do NPa Guanabara (P-48) foram construídos emborcados em terra. Levados e virados no mar, retornaram ao estaleiro para o término da construção.

## Origem do nome
É a segunda embarcação da Armada a ostentar o nome Guarujá, em homenagem a cidade homônima, localizada no litoral do Estado de São Paulo. Guarujá é uma corruptela de Guaru-ya que na língua indígena tupi significa passagem estreita.

## Características
- Deslocamento :197 ton (padrão), 217 ton (carregado)
- Dimensões (metros): comprimento 46,5 m; largura 7,5m; calado 2,3m
- Velocidade (nós): 26 (máxima)
- Propulsão: 2 motores diesel MTU 16V 396 TB94 de 2.740 bhp cada
- Combustível: 23 toneladas de capacidade
- Autonomia : 4.000 km a 12 nós; 10 dias em operação contínua
- Sistema Elétrico: 3 geradores diesel no total de 300 Kw.
- Armamento:
  - 1 canhão Bofors L/70 40mm com 12 km de alcance
  - 2 canhões Oerlikon/BMARC 20mm com 2 km de alcance, em dois reparos simples
- Tripulação: 29 homens
- Equipamentos:
  - 1 lancha tipo (RHIB), para 10 homens;
  - 1 bote inflável para 6 homens;
  - 1 guindaste para 620 kg.